# Rémi Cusin
Rémi Cusin (Saint-Julien-en-Genevois, 3 de febrer de 1986) és un ciclista francès, que fou professional des del 2008 fins al 2013.

## Palmarès
- 2006
  - Vencedor d'una etapa al Tour del Gavaudan
- 2008
  - Vencedor d'una etapa al Tour de Franche-Comté
- 2011
  - Vencedor d'una etapa a la Volta a Dinamarca

### Resultats al Giro d'Itàlia
- 2010. 82è de la classificació general